# Cypselocarpus
Cypselocarpus é um género botânico pertencente à família Gyrostemonaceae.
1. ↑  «Cypselocarpus — World Flora Online». www.worldfloraonline.org. Consultado em 19 de agosto de 2020